# Kerk van Genum
De Kerk van Genum is een kerkgebouw in Genum in de Nederlandse provincie Friesland.

## Geschiedenis
De romaanse tufstenen noordmuur uit de 12e eeuw van de eenbeukige kerk heeft spaarvelden afgewerkt met rondboogfriezen. In de 13e eeuw is de kerk verlengd en voorzien van romanogotische koepelgewelven. In het driezijdig gesloten koor uit de 15e eeuw zijn muurschilderingen aangebracht (Maltezer kruis en een Turkse knoop). In de zadeldaktoren van rode baksteen uit de 15e eeuw hangen twee luidklokken (1344 en 1490). Eind 17e eeuw zijn de stenen gewelven vervangen door een houten tongewelf. De kerk heeft geen orgel gehad. Het doopvont uit 1540 is in bezit van het Fries Museum.
De kerk is een rijksmonument en is eigendom van de Stichting Alde Fryske Tsjerken.

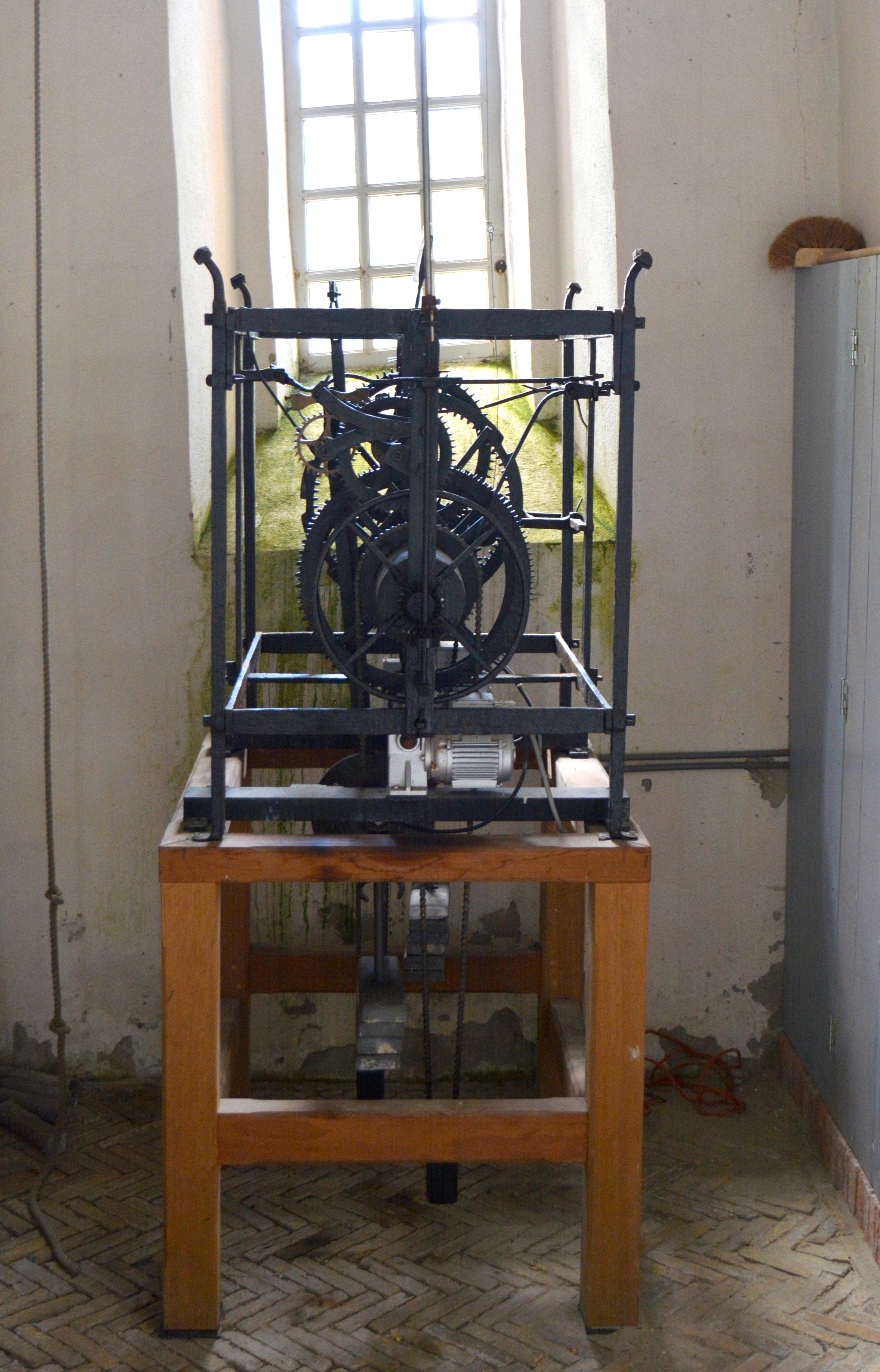
Uurwerk
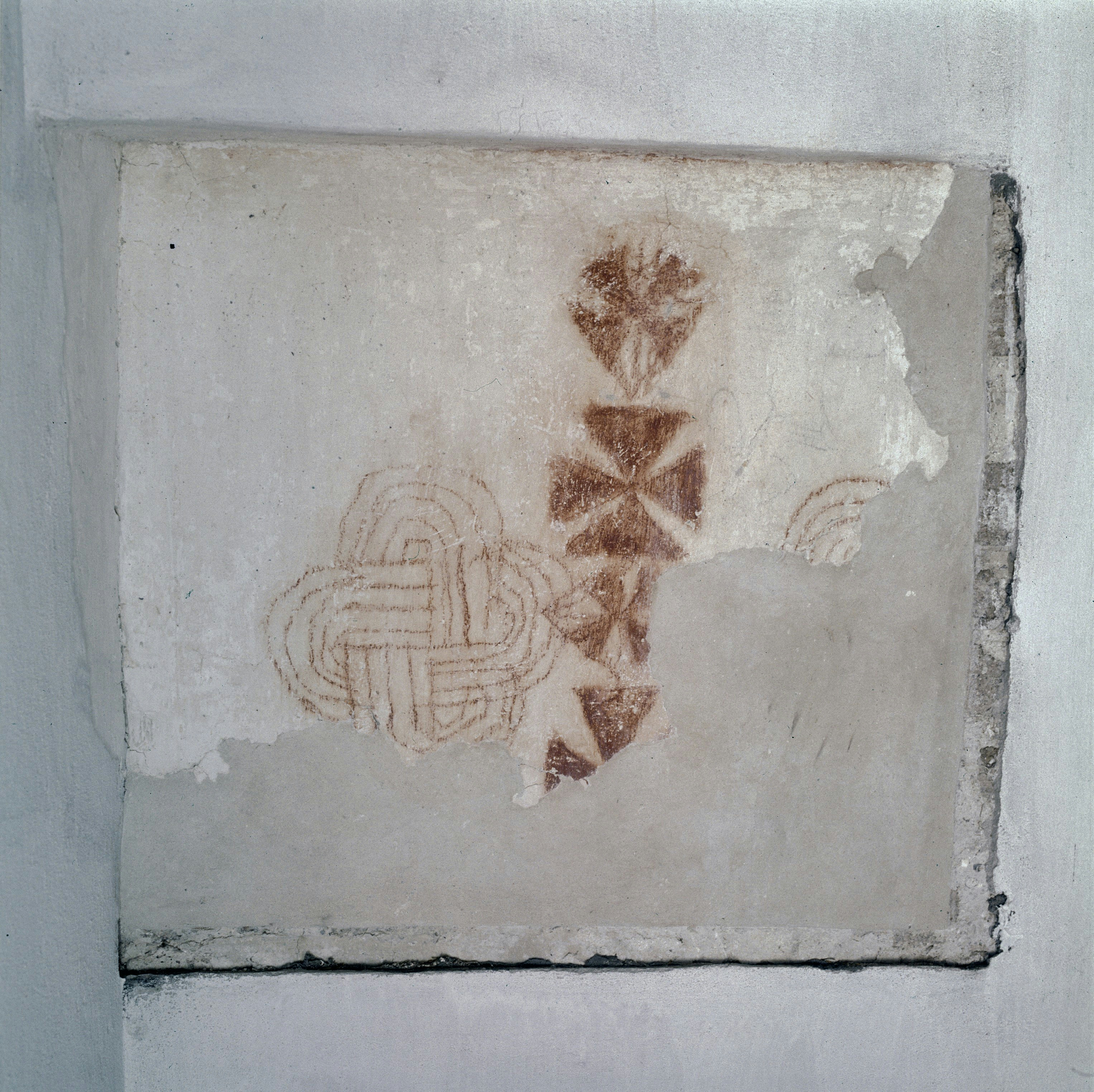
Muurschildering
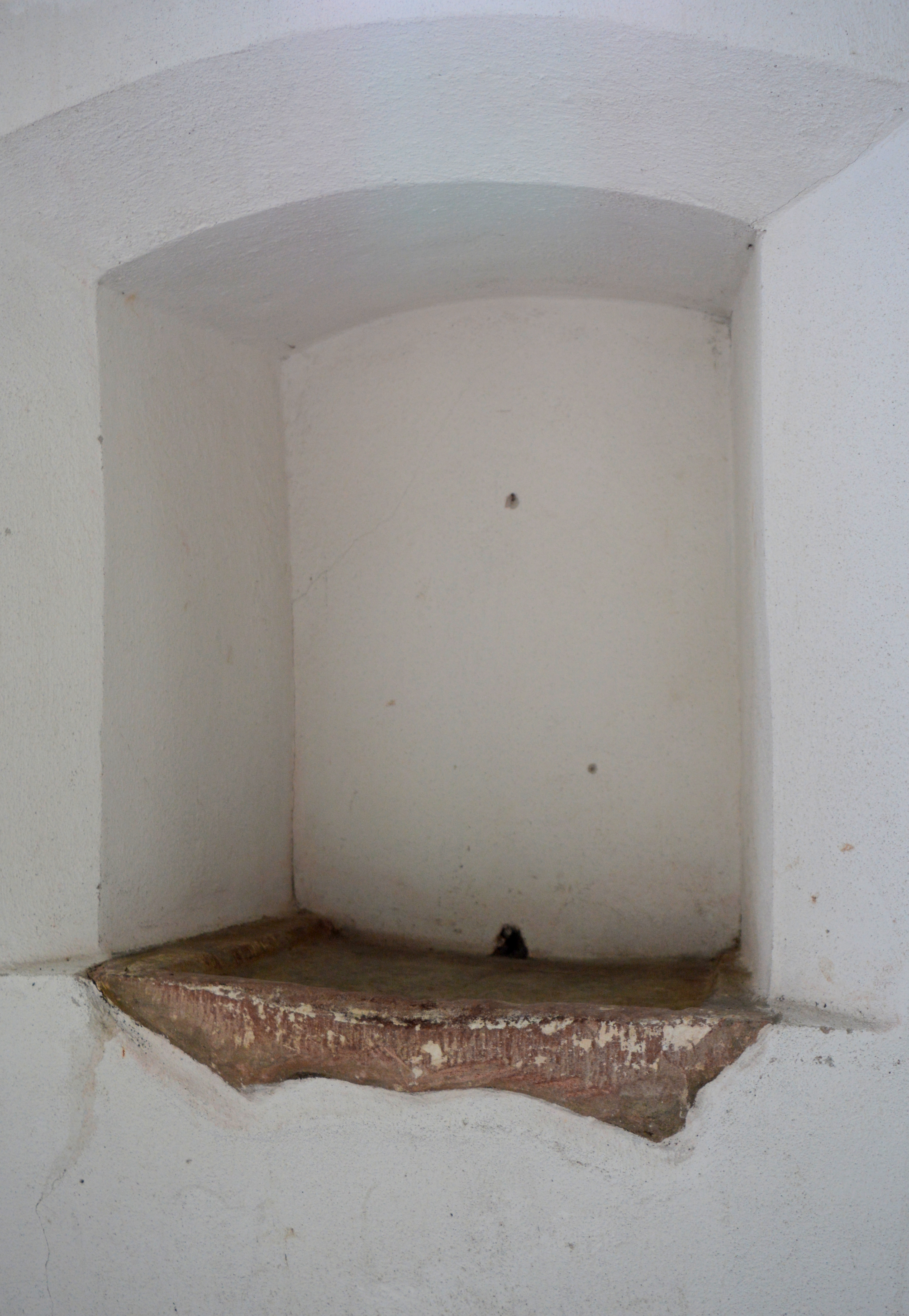
Piscina